# Cooperadora para la Nutrición Infantil
La Cooperadora para la Nutrición Infantil (CONIN) es una fundación sin fines de lucro argentina dedicada a la prevención y recuperación de niños desnutridos de 0 a 5 años con alto riesgo social o nutricional y a la asistencia a sus familias.
Fue fundada el 4 de septiembre de 1993 en la ciudad de Mendoza por el médico Abel Albino siguiendo el modelo chileno CONIN del doctor Fernando Monckeberg

## Red CONIN
En agosto de 2007 se creó la Red CONIN cuyo centro operativo se encuentra en Buenos Aires. Participó en la fundación Carlos Casalboni, quien más tarde sería intendente de Quitilipi por Cambiemos, cercano a Albino y posteriormente destituido. En 2017, Albino recibió más de cien millones de pesos del Ministerio de Educación para extender los Centros de Prevención de la Desnutrición Infantil.se ha dado denuncias internas de desvío de fondos y atraso de sueldos
En 2017 se denunciaron irregularidades dentro de su fundación, entre ellas:  todos los trabajadores de su centro en Salta tenían contratos precarios desde que fue inaugurado el centro, a lo que se sumaba los bajos sueldos que recibían pese a los altos montos de dinero que la provincia de Salta destina a CONIN. Trabajadores de la misma fundación revelaron, que pese a los fondos públicos que la fundación CONIN recibía, había comunidades que directamente no han sido nunca beneficiadas con este sistema con el que se ha tercerizado la salud. Pacientes y colaboradores de la misma han denunciado además  que en algún momento la fundación repartía leche vencida, que la atención es pésima, y la existencia de discriminación sobre todo a las comunidades aborígenes. Entre otras irregularidades detectadas se encontró que la ayuda alimentaria no existe desde hace tres años, que la leche no viene en caja y los medicamentos que mandan a Conin no se entregan a los niños, casos de embarazadas muertas y que eran obligadas a descargar camiones con mercadería para la fundación, casos de niños desnutridos sin atención, y que las donaciones son vendidas.
En 2015 su director Abel Albino, ligado al Opus Dei expresó sus opiniones condenando el uso de métodos anticonceptivos, y expresándose a favor de la abstinencia de los sectores populares. Pocos meses después, con Cambiemos ya en el poder firmó convenios con la ministra de Desarrollo Social Carolina Stanley, recibiendo fondos del Estado para su fundación privada. Así mismo se denunció que CONIN recibió terrenos públicos, entre ellos, Albino logró que desde el Estado le cediera el uso de un predio de 6.000 metros cuadrados en Hurlingham.
En 2024 la fundación mostraría una relación cercana al nuevo gobierno, el Gobierno le entregó a la Fundación CONIN el manejo del reparto de leche nutricional en Cuyo. Semanas después aparecieron en locales y negocios online la venta de leche que el Estado había entregado para ser repartida por la Fundación CONIN.
Las cajas del producto llevaban el sello "prohibida su venta y/o comercialización" ya que los paquetes, tenían como destino a comedores y merenderos, pero fueron desviados del centro CONIN de Las Heras de Mendoza.

### Centros pertenecientes a la red
- Provincia de Córdoba: a través de la Fundación Siglo 21.[8][9]
- Provincia de Corrientes: centro a cargo de la Fundación para la Promoción Humana “Ignacio Villar” desde 2005, en el barrio Molina Punta.[10][11][12][11][13]
  - En Rivadavia, el 5 de septiembre de 2010 impulsado por la Fundación cooperadora para la nutrición infantil Rivadavia (CONUTRIN).[14]
- Provincia de Misiones: en Garupá a cargo de CIDIN (Centro integral de desarrollo infantil Galilea.[15][8]
- Provincia de Tucumán: en 2004 inició su actividad el centro de prevención de la desnutrición infantil «Madre Teresa de Calcuta».[16]
- Gambia: en 2006 la ONG «Nutrición sin fronteras» comenzó a aplicar el sistema de CONIN en Gambia, África.[17]
- Perú: CONIN Perú asiste a Pamplona Alta, un asentamiento ubicado a 15 minutos de Casuarinas, Surco, provincia de Lima.[18]

Un estudio médico de la propia fundación encontró que no hay diferencia en la salud ni rendimiento escolar de los chicos que participan de su programa y los que no.
La metodología Conin se define por la oposición a toda política pública de educación sexual y salud sexual y reproductiva, a toda perspectiva de derechos sexuales. 

### Centros en desarrollo
- Provincia de La Pampa: centro CONIN La Pampa. En abril de 2010 comenzó a operar sin contar con edificio propio.[21][22][23][24]

## Críticas
En 2017 se denunciaron irregularidades dentro de la fundación, entre ellas contratos precarios y bajos sueldos de los trabajadores, mal nivel de servicio a la comunidad y discriminación hacia las comunidades indígenas.
Los métodos utilizados por la fundación CONIN han suscitado las críticas de la Sociedad Argentina de Pediatría en diversas ocasiones. Su recomendación de que "cada niño reciba desde el momento de su nacimiento en adelante una caja de leche por mes" ha sido caracterizada como carente de fundamento científico por la misma asociación.
Entre otras irregularidades detectadas se encontró que la ayuda alimentaria no existe desde hace tres años, que la leche no se sabe si es vencida porque no viene en caja y los medicamentos que mandan a Conin no se entregan a los niños, casos de embarazadas muertas y que eran obligadas a descargar camiones con mercadería para la fundación, casos de niños desnutridos sin atención, y que las donaciones son vendidas.